# Gelbbauchgirlitz
Der Gelbbauchgirlitz (Crithagra flaviventris, Syn.: Serinus flaviventris, Serinops flaviventris) ist eine Finkenart aus der Unterfamilie der Stieglitzartigen. Die Art wird gelegentlich in Europa auch als Ziervogel gehalten. 

## Beschreibung
Der Gelbbauchgirlitz erreicht eine Körperlänge von 13 bis 14 Zentimeter. Das Männchen hat eine gelb und graugrüne Gesichtszeichnung. Die Unterseite ist vollständig gelb. Der Nacken und der Rücken ist grünlich-gelb mit einer dunklen Strichelung. Die Flügeldecken, die Schwingen und der Schwanz sind schwarz mit breiten gelben Säumen. Das Weibchen ist deutlich unauffälliger gezeichnet und hat ein überwiegend graues Federkleid. Auf der Körperunterseite findet sich nur wenig Gelb.

## Lebensweise und Verbreitung
Das Gelege des Gelbbauchgirlitzes besteht aus drei bis vier Eiern. Diese haben eine hellgrüne Farbe und häufig dunkle Kritzel. Das Gelege wird ausschließlich vom Weibchen bebrütet und die Nestlinge auch nur durch das Weibchen gehudert. Am Füttern der Nestlinge beteiligt sich der männliche Elternvogel etwa ab dem achten Lebenstag der Nestlinge. Die Nestlingszeit dauert 18 Tage. Nach dem Verlassen des Nestes werden die Jungvögel für einige Tage allein durch das Männchen gefüttert. 
Der Gelbbauchgirlitz kommt von Südafrika bis nach Angola vor. Sein Lebensraum ist buschreiches Grasland.

## Weblink
- Crithagra flaviventris in der Roten Liste gefährdeter Arten der IUCN 2017.3. Eingestellt von: BirdLife International, 2016. Abgerufen am 26. Januar 2018.